# ÖBB 1063
Die Reihe 1063 der Österreichischen Bundesbahnen (ÖBB) bezeichnet vierachsige Elektrolokomotiven, die vorrangig für den Verschubdienst gebaut wurden.
Als Folge der Ölkrise der 1970er Jahre sollten vermehrt elektrische anstatt Diesellokomotiven im Verschubdienst eingesetzt werden. Zudem wurden in diesem Jahrzehnt die letzten Dampflokomotiven in dieser Funktion abgestellt. Nach einer fast dreißigjährigen Beschaffungspause (zuletzt Lokomotiven der Reihe 1062, abgesehen von der Splittergattung 1067 in den 1960er Jahren) wurde die Reihe 1063 bei SGP in Auftrag gegeben, ihr Vorbild war eine Zechenlok der Ruhrkohle AG.

## Geschichte
1975 beschlossen die ÖBB, Leistungssteigerungen im ertragreichen Güterverkehr zu erzielen. Eine Höchstgeschwindigkeit von 80 bzw. 100 km/h wurde als ausreichend angesehen, denn es war viel wichtiger, die zeitintensive Zugbildung und -auflösung zu beschleunigen. Geeignete Lokomotiven dazu fehlten allerdings noch. Eine Lösung sah man in den neuen Drehstromlokomotiven E 1200 der Ruhrkohle AG, deshalb wurde die Lokomotive 006 von den ÖBB 1979 intensiv getestet. Diese gilt somit als „Mutter“ der Baureihe 1063, von der die ÖBB zunächst fünf Exemplare bei Simmering-Graz-Pauker Graz bestellten. Nachdem sich diese bewährten, folgten später zwei weitere Lieferserien (006–037 und 038–050), jeweils mit technischen Unterschieden. Der elektrische Teil wurde von BBC, ELIN und Siemens geliefert. Die Lokomotiven 1063 005 und 006 wurden unfallbedingt ausgemustert. 2021 sind bereits etwa 10 Lokomotiven abgestellt.

### Refurbishment
Die ÖBB planten, die Lokomotiven ab 2018 zu modernisieren und mit einer Möglichkeit auszustatten, auf fahrdrahtlosen Abschnitten zu fahren. Zwecks Vergleichbarkeit wurde im Auftrag der ÖBB die Lokomotive 1063 039 im Jahr 2016 mit Batterien und Supercap-Speicher ausgestattet und ein Jahr danach die 1063 038 mit einer kombinierten Elektrolyse-/Brennstoffzelleneinheit. Beide Systeme wurden mit Erfolg im Alltagsbetrieb erprobt, wurden jedoch wieder in den Ursprungszustand versetzt.
Für einen Serienumbau von 25 Maschinen sollten Batterien eingebaut werden. Diese Lokomotiven sollten als Baureihe 1263 bezeichnet werden. Neben den 25 Last-Mile-Lokomotiven sollten ebenso die restlichen Maschinen mit ETCS ausgestattet werden.
Mangels Bedarf an Verschublokomotiven unterblieb dieser Umbau jedoch.

## Einsatz
Zum Einsatz gelangten die Maschinen von Anfang an in ganz Österreich. Das heutige Haupteinsatzgebiet bezieht sich vor allem auf die Steiermark, Oberösterreich, Niederösterreich und Wien. Im Westen Österreichs ist vorrangig die Schwesterbaureihe ÖBB 1163 heimisch.
Einige in Graz stationierte Lokomotiven dieser Reihe werden aufgrund ihrer Zweisystemfähigkeit von der Rail Cargo Group in Kroatien eingesetzt.

## Konstruktion

### Mechanische Konstruktion
Die Lokomotiven der Reihe 1063 besitzt einen Mittelführerstand mit beidseitig etwa gleich langen Vorbauten, in denen die traktionstechnischen Baugruppen untergebracht sind. Führerstand und Vorbauten ruhen auf dem Hauptrahmen. Der Rahmen der Lokomotive stützt sich auf den beiden zweiachsigen Drehgestelle in Holmbauweise in vier Punkten mit je drei Schraubenfedern ab. Die Zugkraftübertragung von den Drehgestellen auf den Brückenrahmen erfolgt über tiefliegende Drehzapfen.
Im vorderen Vorbau befinden sich zwei Wechselrichterlüfter, der Hilfsbetriebetransformator, fünf Wechselrichter, ein Kondensatorschrank, die Bremswiderstände, das Schützengerüst, das Hilfsbetriebegerüst und das Aggregat für die Luftheizung.
Im hinteren Vorbau befinden sich zwei Trafoölkühler, beide Fahrmotorlüfter, die Ölpumpe, die beiden Zwischenkreisdrosseln, die Eingangsgleichrichter, der Gleichrichterspannungsschutz, der Systemwählschalter, die Lufttrocknungsanlage, der Hilfskompressor, das Luftgerüst und der Kompressor.
Der geräumige Führerstand ist mit vier Führerstandspulten mit Rundumblick ausgestattet.
Die 1063 001 bis 037 wurden blutorange lackiert, die restlichen 13 Stück verkehrsrot mit weißen Warnflächen an den Fronten und einem weißen Streifen am Rahmen. Seit 2005 werden die Lokomotiven bei Hauptuntersuchungen verkehrsrot mit dem neuen ÖBB-Logo lackiert, jedoch ohne Warnflächen und Streifen.

### Elektrische Konstruktion

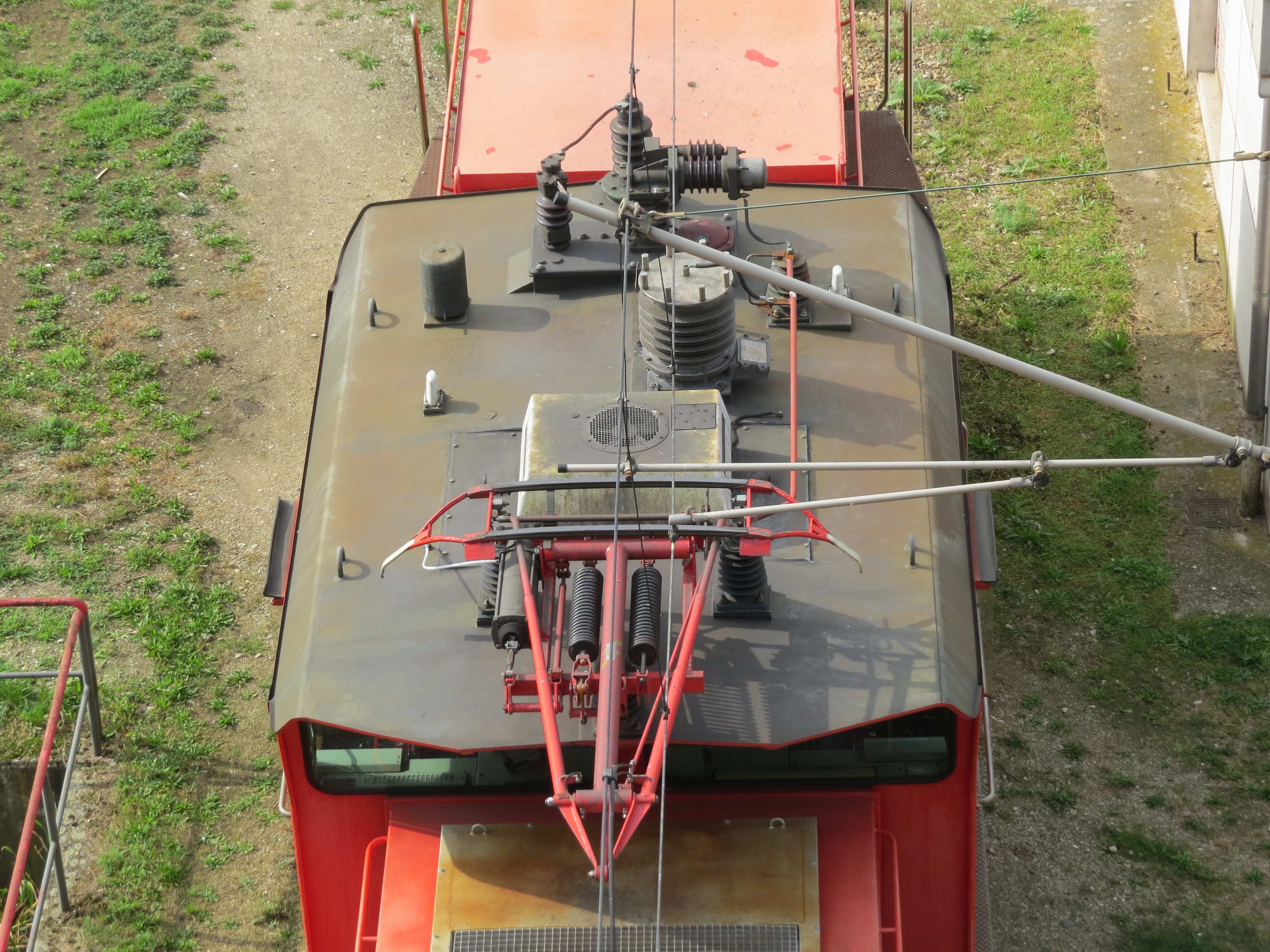
Dachausrüstung der 1063 025 im Bahnhof Krems an der Donau (2017)

Das kurze Dach trägt einen Einholm-Stromabnehmer (Bauart VII), den Hauptschalter und die Dachleitungen. Der Einphasenwechselstrom wird nach den Sekundärwicklungen des fremdbelüfteten und ölgekühlten Trafo gleichgerichtet und in Drehstrom umgewandelt. Dieser treibt die vier sechspoligen – als Käfigläufer ausgebildeten – Drehstromasynchronmotoren mit je 390 kW an. Die Steuerung erfolgt durch Vorgabe der Zug- beziehungsweise Bremskraft. Als Antrieb dient ein einseitiger Tatzlagerantrieb mit schrägverzahntem Getriebe mit 19:102 Zähnen. Alle Lokomotiven besitzen eine elektrodynamische Bremse mit 1200 kW Bremsleistung, eine selbsttätige Druckluftbremse und eine Federspeicherbremse. Die 1063 001 bis 037 sind außerdem zweifrequenzfähig und können auch unter 25 kV Wechselspannung mit 50 Hz eingesetzt werden.

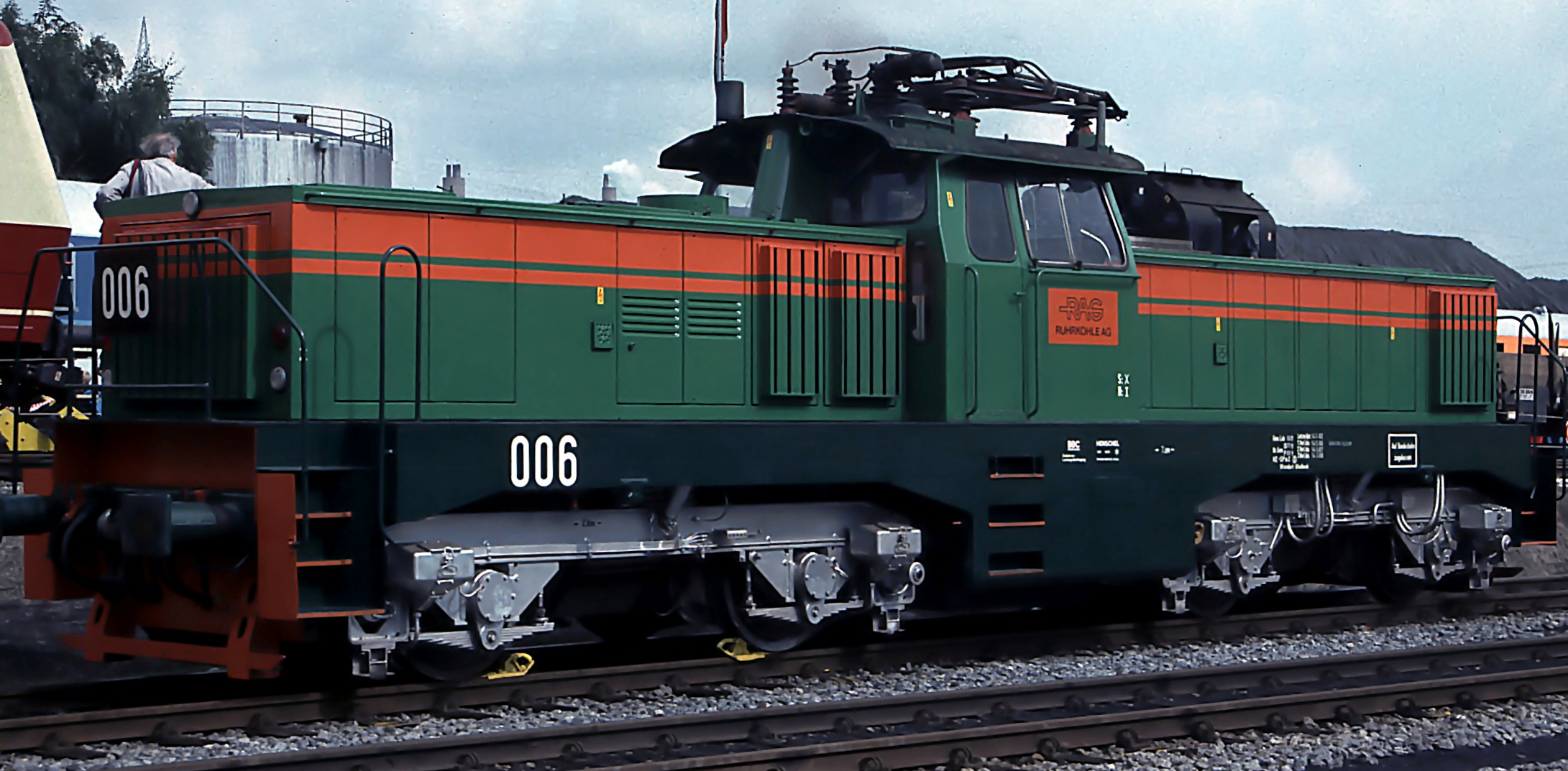
Vorbild: Lok 006 der Ruhrkohle AG
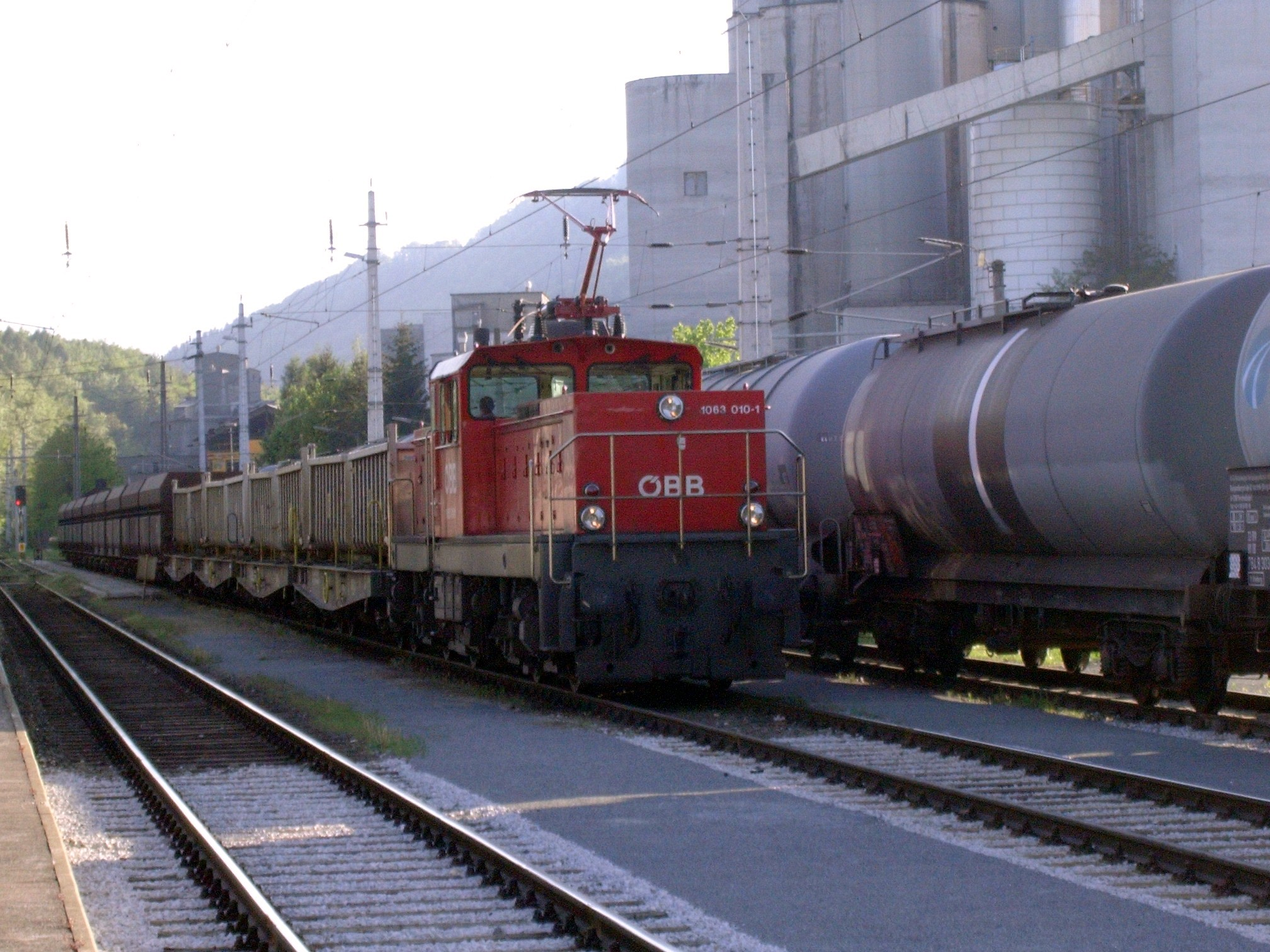
1063 010 mit Güterzug in Gmunden
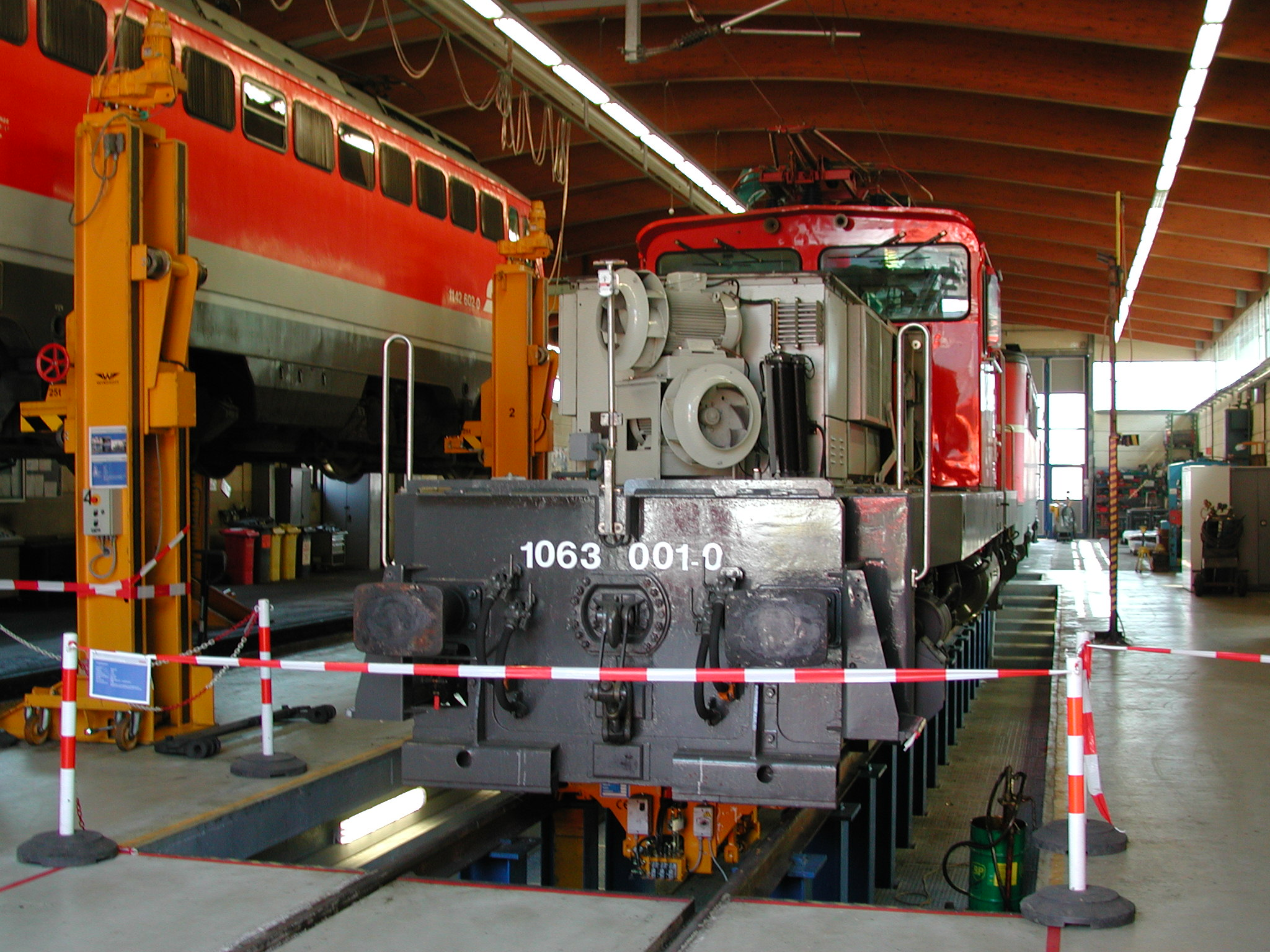
1063 001 mit abgenommenem Vorbau
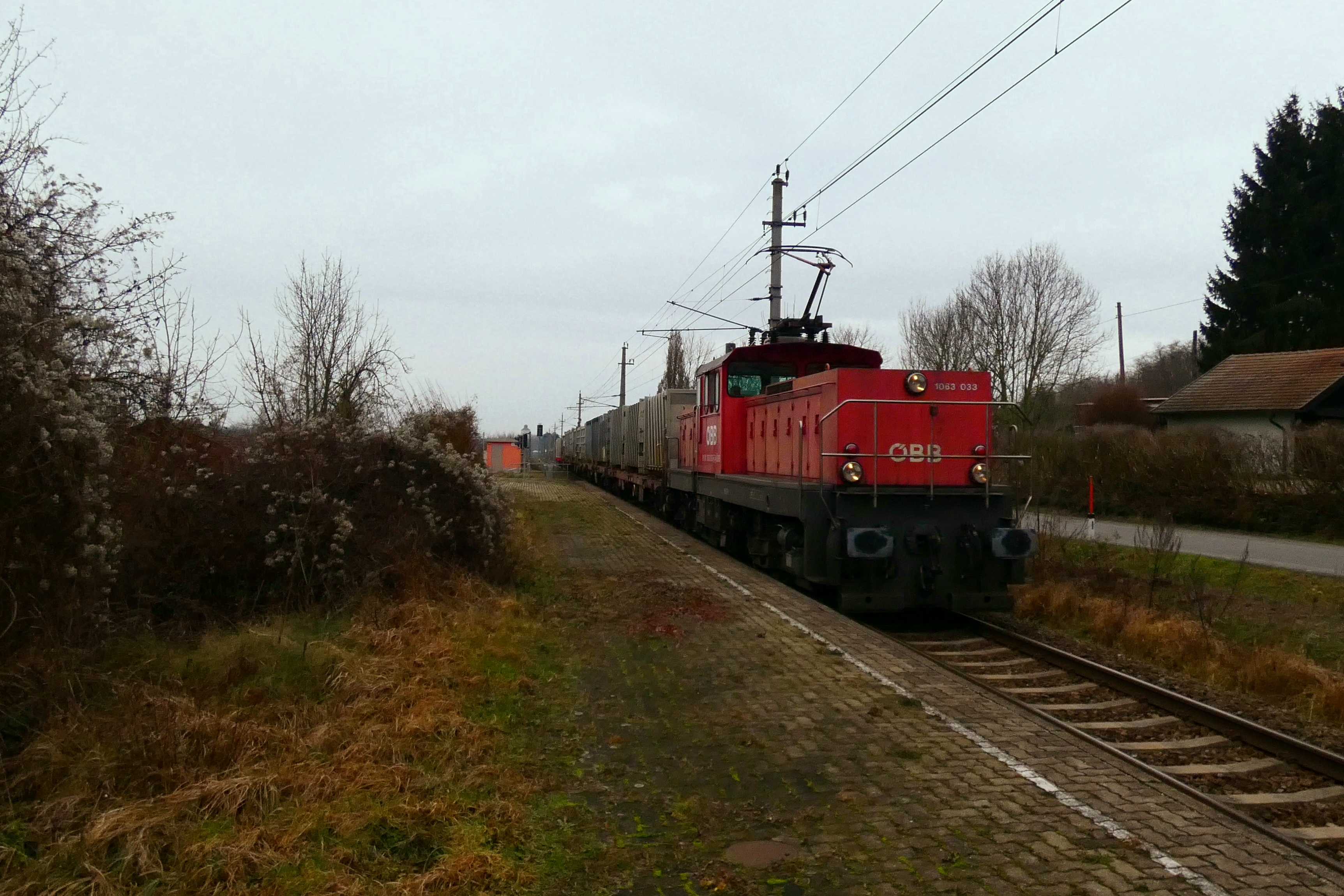
1063 033 der ÖBB auf dem Weg ins Waldviertel, in Großwiesendorf
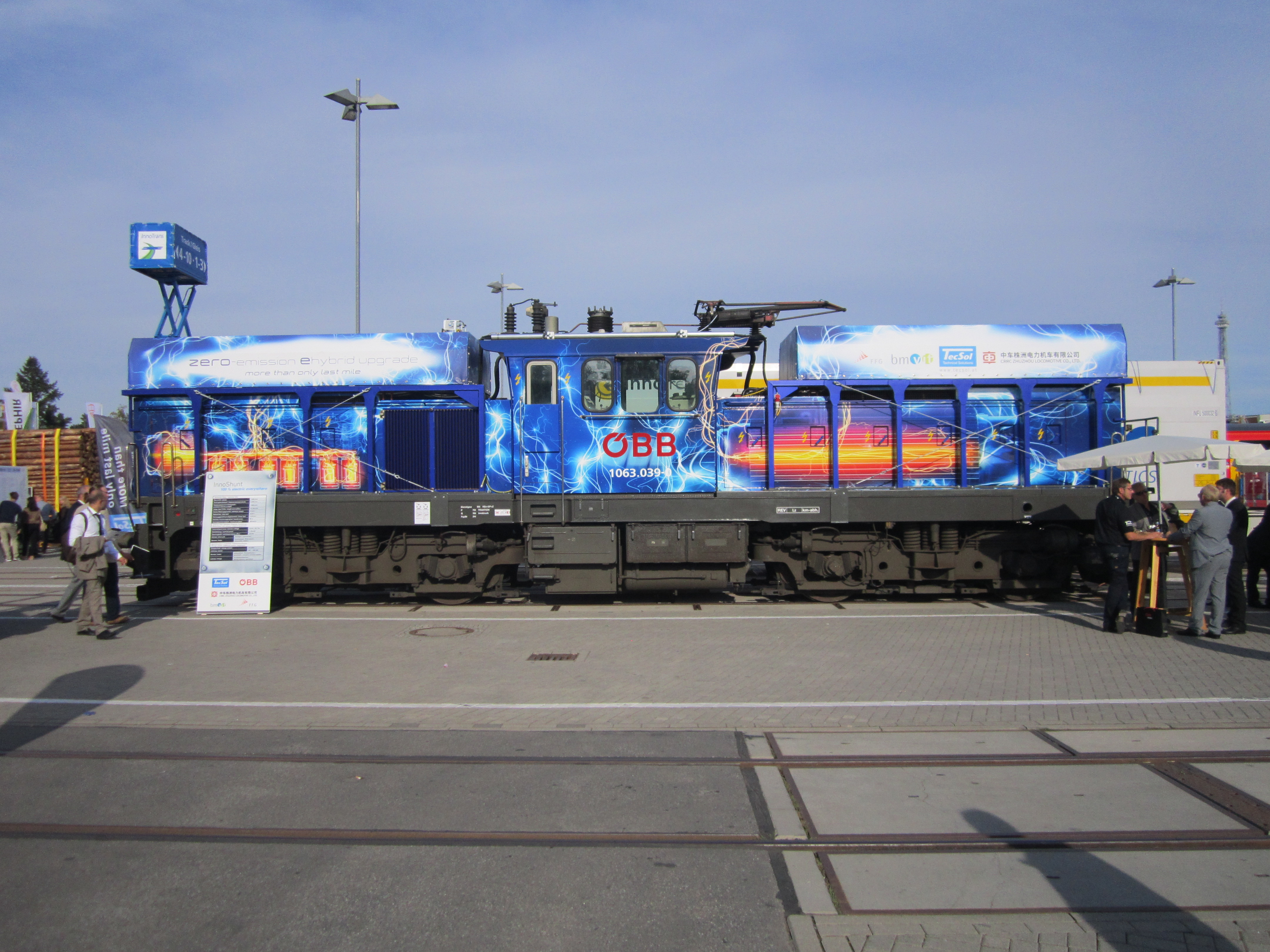
1063 039 auf der InnoTrans 2016
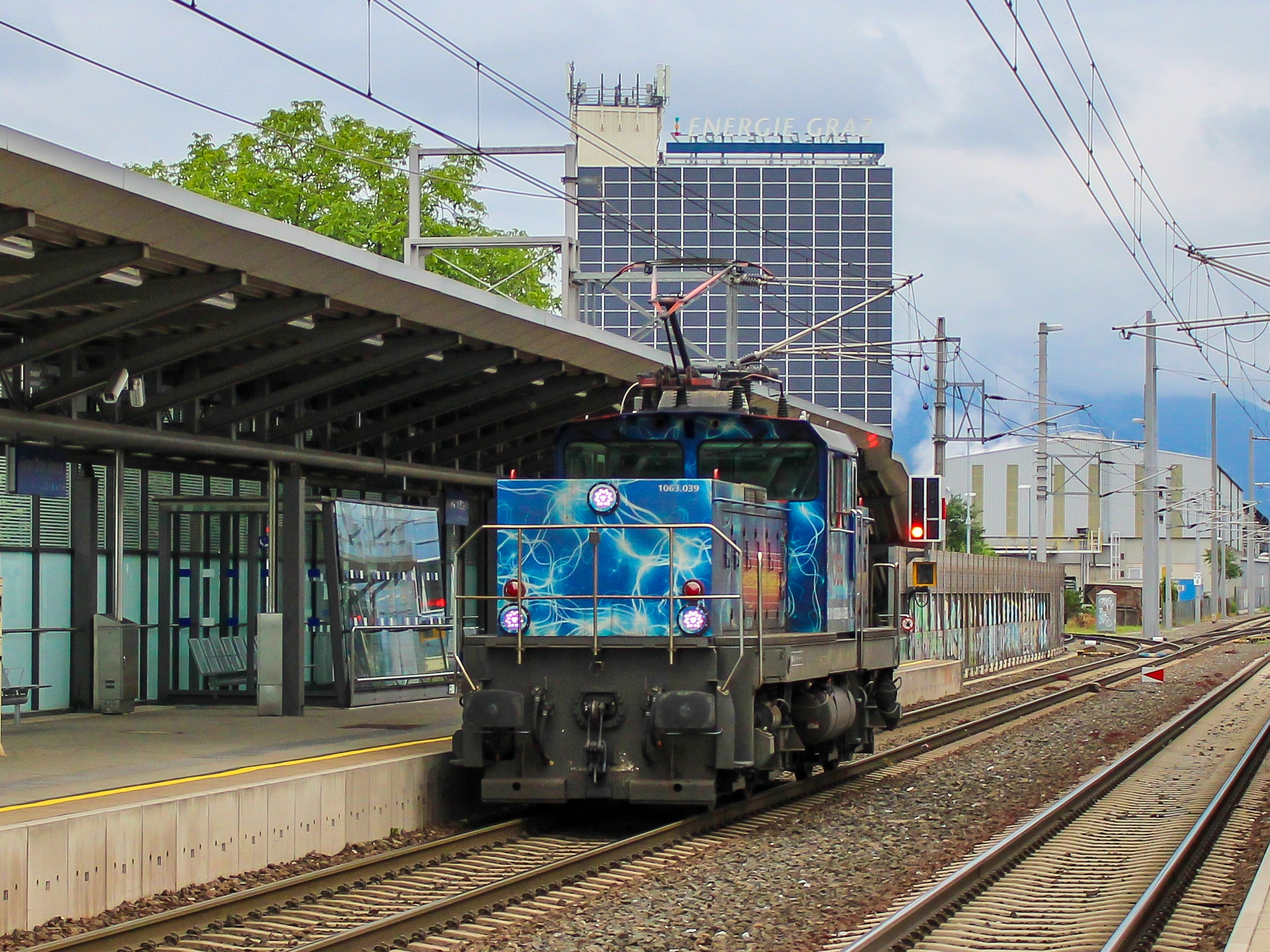
1063 039 (Rückgebaut) der ÖBB bei der Durchfahrt in Graz Don Bosco.
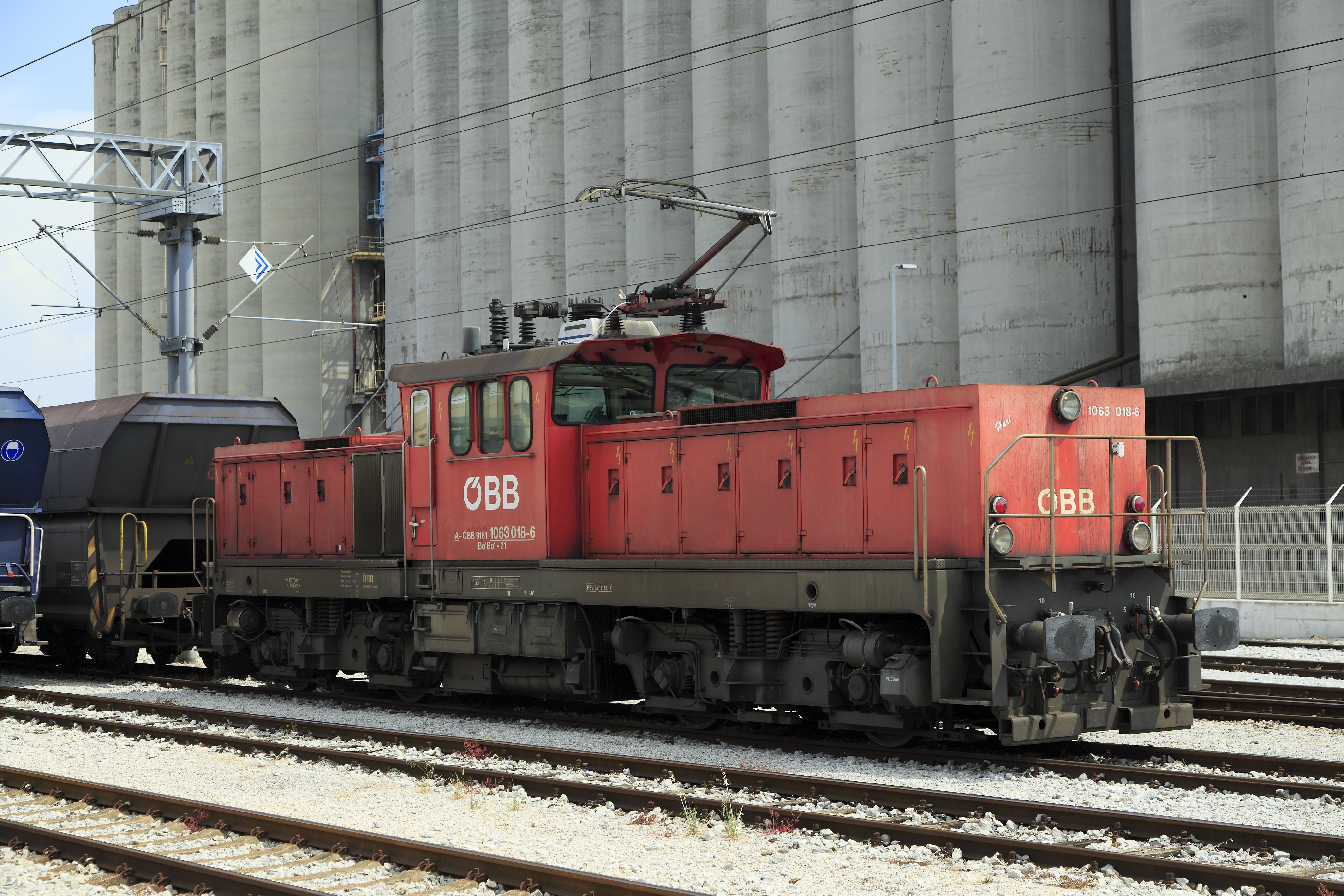
1063 018 im Bahnhof Rijeka, Mai 2018